# Dibrivne, Horodnea
Dibrivne (în ucraineană Дібрівне) este un sat în comuna Smîciîn din raionul Horodnea, regiunea Cernihiv, Ucraina. În secolul al XIX-lea, Dibrivne făcea parte din volostul Tupîciv, uezdul Horodnea.

## Demografie
Componența lingvistică a localității Dibrivne
     Ucraineană (97,74%)
     Rusă (1,98%)
     Alte limbi (0,28%)
Conform recensământului din 2001, majoritatea populației localității Dibrivne era vorbitoare de ucraineană (97,74%), existând în minoritate și vorbitori de rusă (1,98%).